# Autobianchi A112
Autobianchi A112 byl úspěšným malým italským třídveřovým pětimístným rodinným vozem. Ve své rodné zemi úspěšně konkuroval automobilu Mini Cooper. Výroba probíhala v letech 1969 až 1985. O oblíbenosti svědčí i 1 254 178 vyrobených vozů za prvních šest let výroby. Od roku 1982 se prodával pod jménem Lancia A112. Změna názvu přišla po převzetí Autobianchi automobilkou Lancia.
Nahradil model Bianchina a byl vystřídán modelem Y10. Vůz technicky vychází z vozu Fiat 128 a na něj navazoval Fiat 127. K dispozici byl pouze jako třídveřový hatchback.

## Technická data
Délka 3230 mm, rozvor 2040 mm. Motor byl čtyřválec o objemu 903 cm³. Maximální výkon byl 32,4 kW
při 6000 otáčkách za minutu. Nejvyšší rychlost byla 130 km/h. 

## Model Abarth
Pro sportovněji založené řidiče tu byl typ A112 Abarth, který dosahoval maximální rychlosti až 150 km/h. Vozidlo bylo odlišeno matně černou kapotou. Motor měl objem 1050 cm³ a výkon 51 kW. Automobil se vyráběl v letech 1971 až 1985. Počet vyrobených vozů není znám. V roce 1975 šlo o první Autobianchi s pětistupňovou převodovkou.

## Vyráběné série
- 1.:1969–1972
- 2.:1972–1975
- 3.:1975–1977
- 4.:1978–1979
- 5.:1979–1982
- S6.:1982–1986 (prodáváno pod názvem Lancia A112)

## Fotogalerie
Exponáty vystavované v zahradách Trojskeho zámku na oslavách 120 let FIAT.

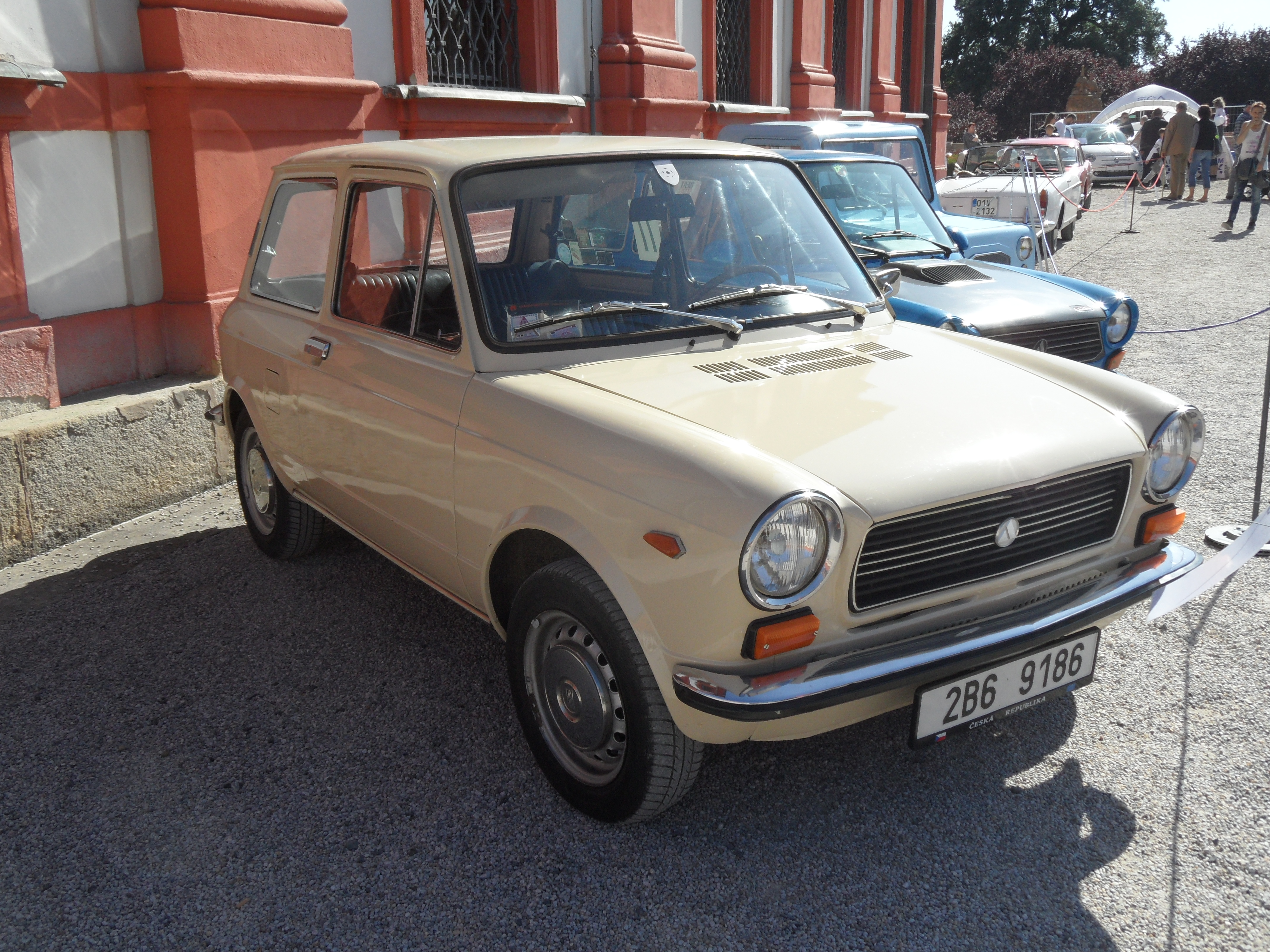
Autobianchi A112, 1971: řadový čtyřválec OHV, 903 cm³
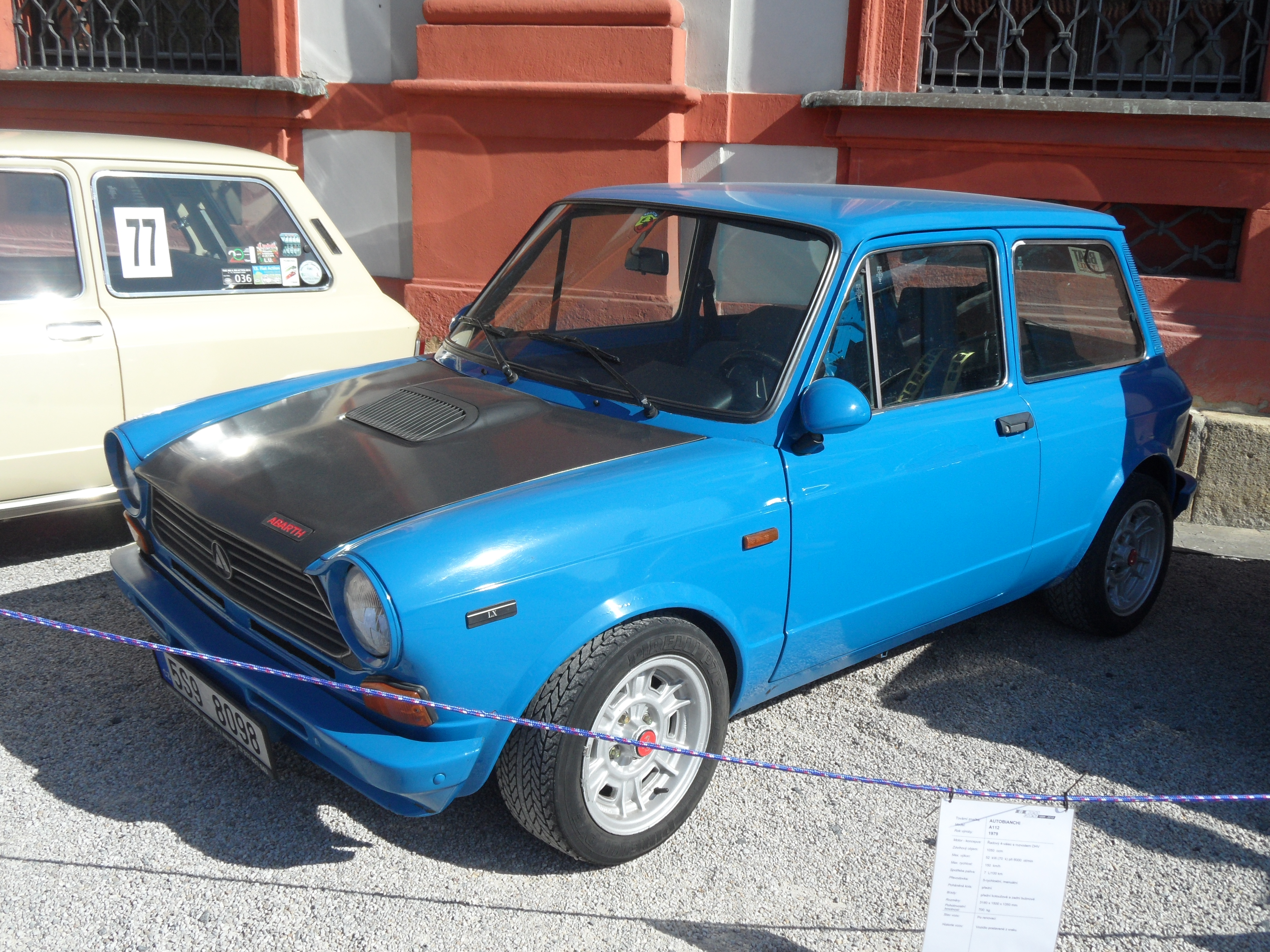
Autobianchi A112, 1979: řadový čtyřválec OHV, 1050 cm³